# Calamagrostis nagarum
Calamagrostis nagarum är en gräsart som först beskrevs av Norman Loftus Bor, och fick sitt nu gällande namn av Gurcharan Singh. Calamagrostis nagarum ingår i släktet rör, och familjen gräs.
Artens utbredningsområde är Assam (Indien). Inga underarter finns listade i Catalogue of Life.